# قوات الإنزال البحرية الخاصة (إمبراطورية اليابان)
كانت قوات الإنزال البحري الخاصة (SNLF ؛Special Naval Landing Forces) قوات مشاة بحرية التابعة للبحرية الإمبراطورية اليابانية (IJN) وكانت جزءًا من القوات البرية التابعة للبحرية الإمبراطورية اليابانية . شهدت خدمة واسعة النطاق في الحرب الصينية اليابانية الثانية وفي مسرح المحيط الهادئ في الحرب العالمية الثانية. لا ينبغي الخلط بين قوات الإنزال البحري الخاصة وقوات الإنزال البحري، والتي كانت في الأساس وحدات مخصصة من أفراد البحرية تشكلت في وحدات مشاة بحرية ومظليين ونادراً ما قاموا بعمليات برمائية وتم استخدامهم في المقام الأول في دور دفاعي على الشاطئ.

## تاريخ
منذ أواخر عصر ميجي، كانت البحرية الإمبراطورية اليابانية تمتلك قوات إنزال بحرية مكونة من أطقم السفن، والذين تلقوا تدريب المشاة كجزء من تدريبهم الأساسي، لمهام خاصة و/أو مؤقتة. بالإضافة كان يمكن للقوات من القواعد البحرية أن تشكل قوة إنزال بحرية.

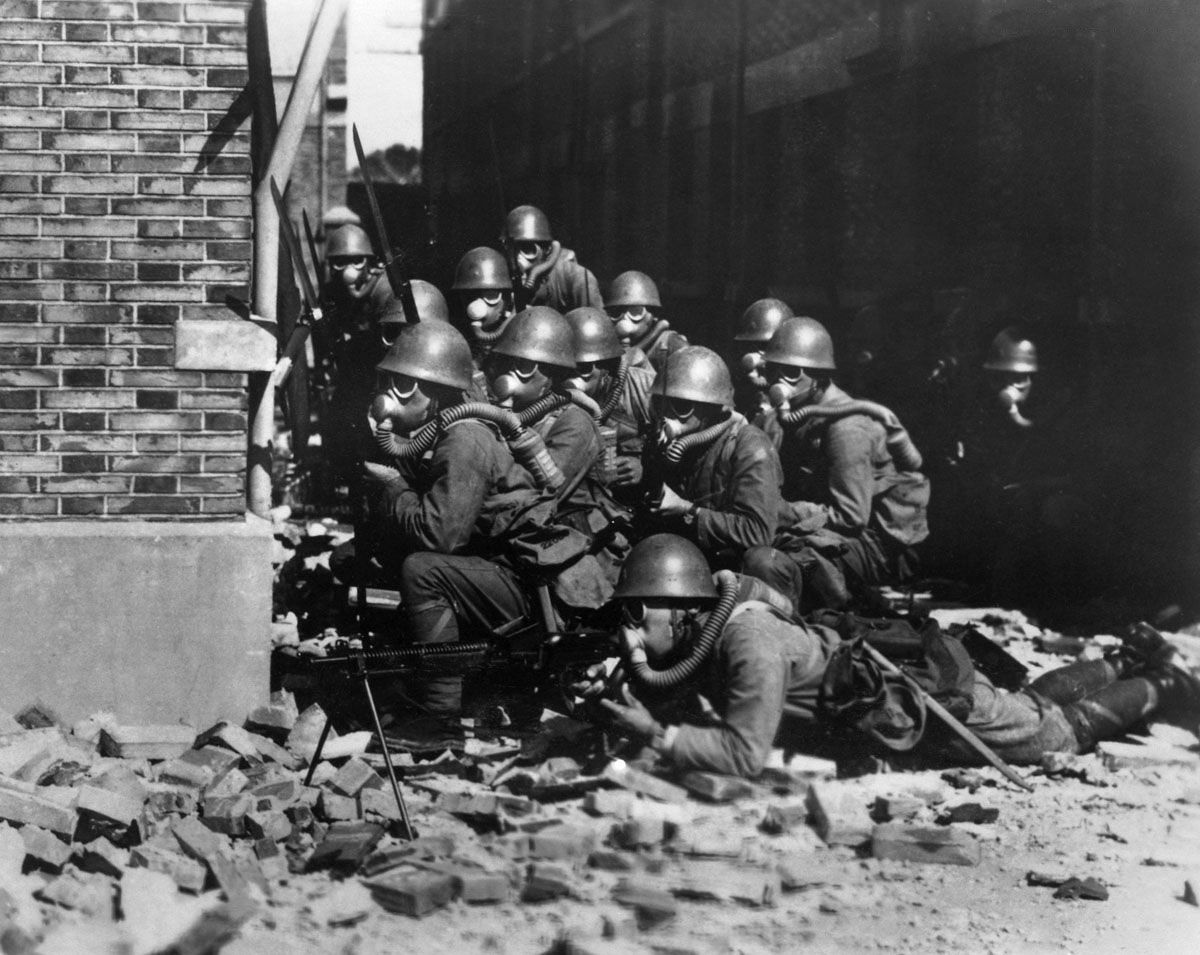
قوات الإنزال البحرية الخاصة التابعة للبحرية الإمبراطورية اليابانية مسلحة ببندقية طراز 11 أثناء معركة شنجهاي.

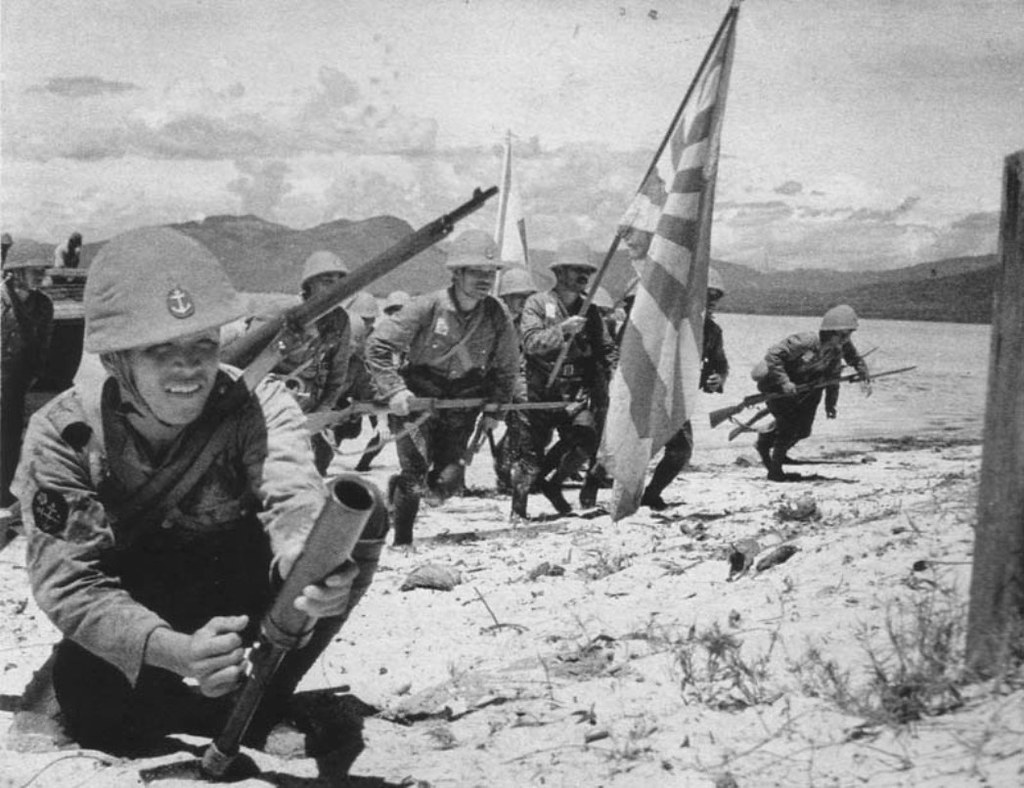
وحدة الحرس رقم 81 (ليست قوة إنزال بحرية خاصة) تجري تدريبًا على الإنزال، عام 1941م.

مثل جميع قوات الإنزال، فقد واجهوا في كثير من الأحيان خسائر فادحة عندما واجهوا مقاومة عنيدة، كما حدث في معركة خليج ميلن. وكان ذلك بسبب روحهم الهجومية وعدم رغبتهم في الاستسلام، وعندما نفدت ذخيرتهم بالكامل، لجأوا في بعض الأحيان إلى القتال بالأيدي باستخدام سيوفهم وحرابهم. بعد الفشل في الاستيلاء على خليج ميلن، أصبحت قوات الإنزال البحرية الخاصة قوة دفاعية وتم تجميع عدد قليل جدًا من الوحدات.
كانت قوات الإنزال البحرية الخاصة على أول قوة أجنبية تؤسس موطئ قدم على الأراضي الأمريكية منذ حرب عام 1812، عندما هبطت قوات الإنزال الثالثة في مايزورو على جزيرة كيسكا، ألاسكا دون مقاومة في 6 يونيو 1942 واحتلت الجزيرة كجزء من حملة جزر ألوشيان خلال الحرب العالمية الثانية. بعد عام من الاحتلال، ومع تعزيزات من آلاف جنود الجيش الإمبراطوري الياباني، تم إجلاؤهم بالكامل في 28 يوليو 1943 قبل أسبوعين من إنزال قوات الحلفاء.
في معركة تاراوا المعروفة عام 1943، شارك نحو 1700 رجل من قوات الإنزال البحرية الخاصة السابعة و2000 فرد من حامية القاعدة في قتال حتى الموت مما أسفر عن مقتل أكثر من 3000 جندي من مشاة البحرية الأمريكية.

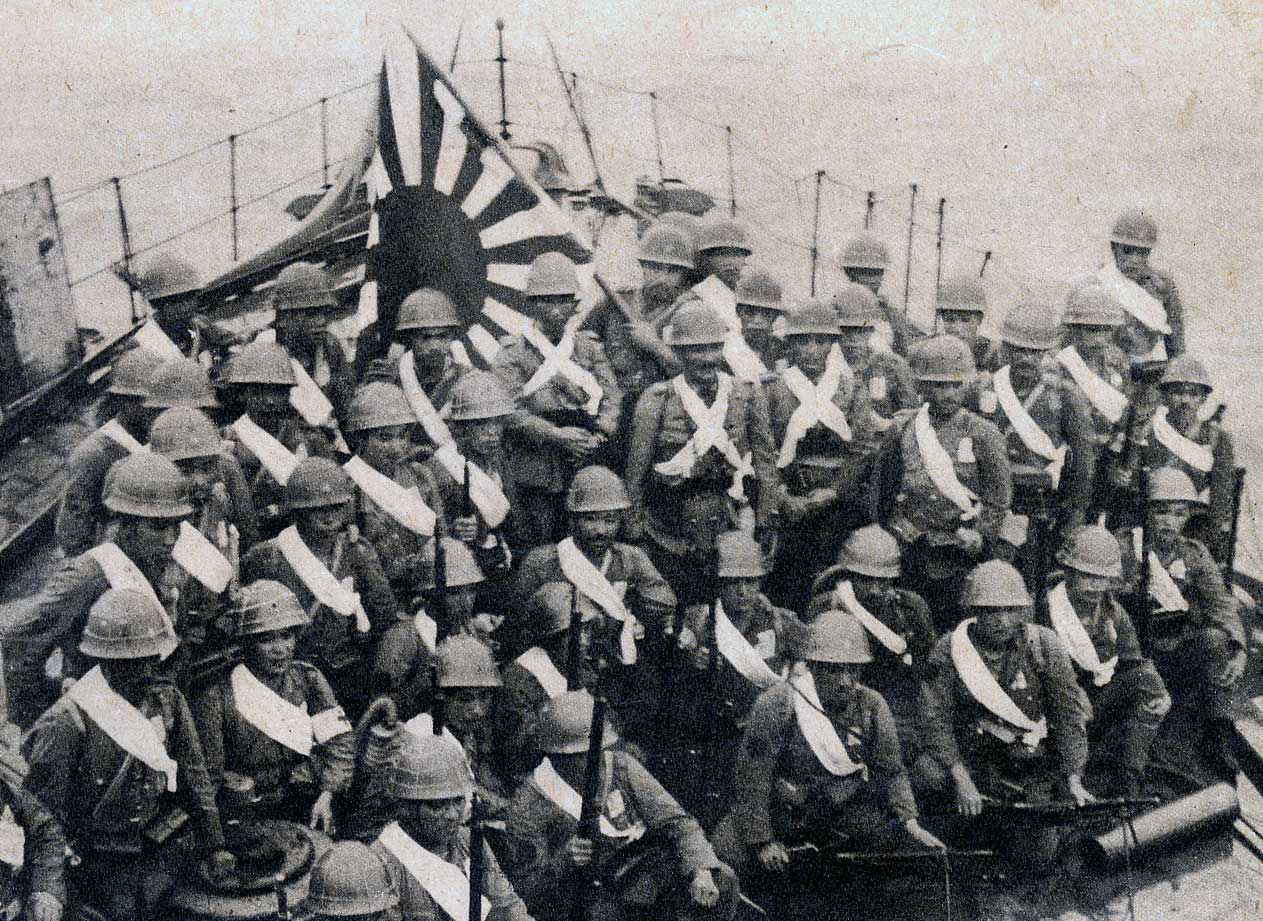
قوات الإنزال البحرية الخاصة اليابانية على سطح السفينة اليابانية 11 يونيو.

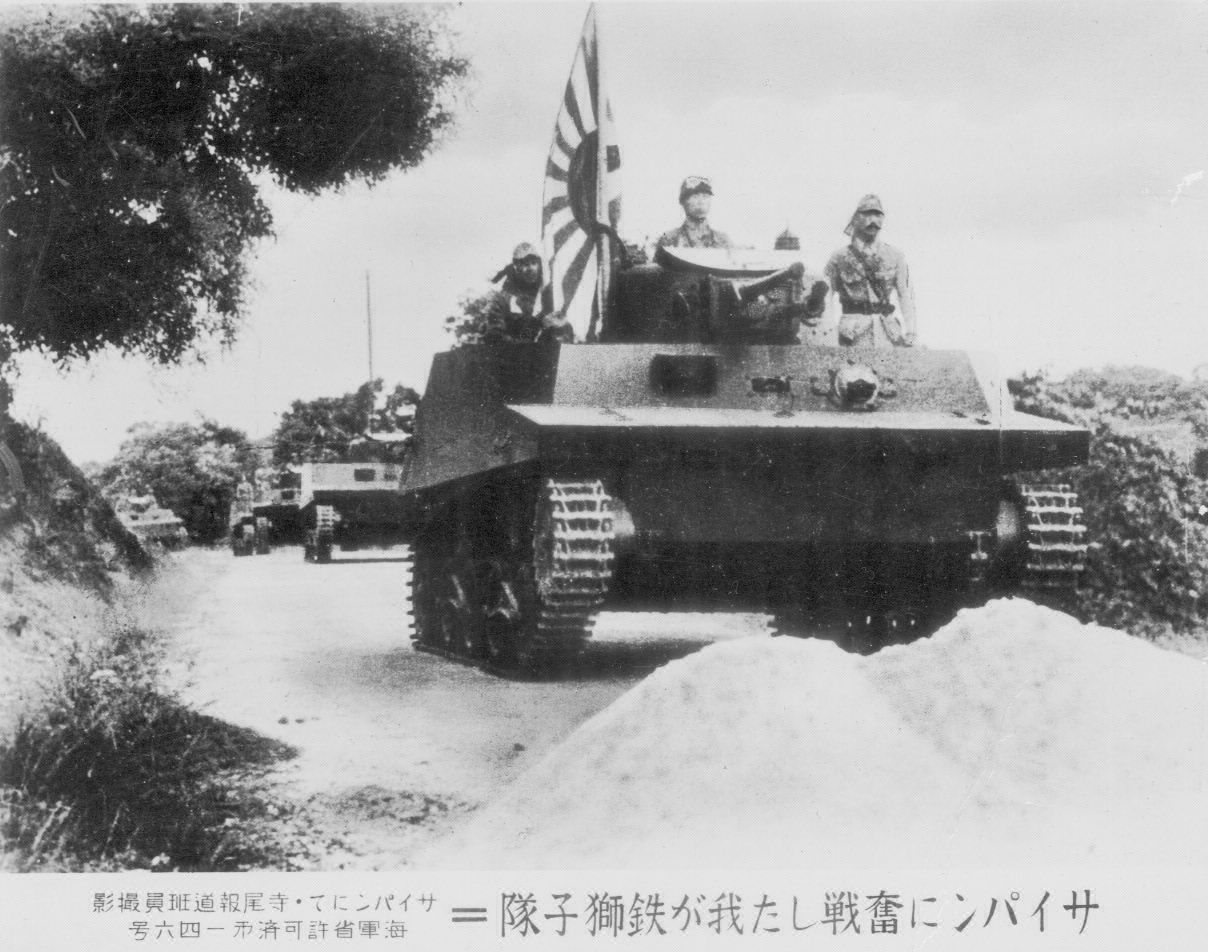
دبابة يوكوسوكا البرمائية من طراز 2 كا-مي في سايبان.